# 슬픔이 파도를 넘을 때
슬픔이 파도를 넘을 때(When Sadness Takes Over A Wave)는 한국에서 제작된 조문진 감독의 1978년 드라마, 가족, 멜로/로맨스 영화이다. 황해 등이 주연으로 출연하였고 김태수 등이 제작에 참여하였다.

## 출연

### 주연
- 황해
- 황정순
- 김추련
- 하명중

## 제작진
- 조명: 차정남
- 미술: 노인택